# Blur Studio
Blur Studio — частная компания, специализирующаяся на создании визуальных компьютерных графических эффектов и видео для широкого диапазона медиа — короткометражные и полнометражные фильмы, реклама, концепт-арт, музыкальные видео, кинематографические ролики для компьютерных игр. Продукция «Blur Studio» номинировалась на премию «Оскар» и множество других премий. Blur Studio была основана в 1995 году и сейчас базируется в Лос-Анджелесе, штат Калифорния, США.
Среди клиентов Blur Studio присутствуют такие: American Broadcasting Company, Disney, Universal Pictures, NBC, CBS, Microsoft, Paramount Pictures, 20th Century Fox, Sega, Sonic Team, Activision, Crytek, Nickelodeon, NFL, FOX, THQ, Bioware.
Blur Studio создала концепт-видео или внутриигровые кинематографические ролики для таких компьютерных игр: Warhammer Online, Halo Wars, Hellgate: London, Crysis, Tomb Raider: Underworld, Tabula Rasa, Transformers: The Game и много других.
В 2008 году журнал Wired анонсировал новость о том, что Blur Studio планирует сделать CG-фильм по комиксу The Goon производства Dark Horse Comics.

## Короткие анимационные фильмы
- 2002: Aunt Luisa
- 2003: Rockfish
- 2004: Gopher Broke
- 2005: In The Rough
- 2007: A Gentlemen’s Duel
- 2009:  Halo Wars
- 2014: Halo 2: Anniversary
- 2019: Sonnie's Edge
- 2021: Pop Squad
- 2022: Bad Travelling